# Tokarp, Gislaveds kommun
Tokarp är sedan 1970 en del av tätorten Anderstorp i dess östra del. 
Tokarp har haft en viktig betydelse för den industriella utvecklingen i Anderstorp och det finns flera industribyggnader från 1900-talets början och Tokarp, liksom grannbyn Stjärnehult, utgör en kulturhistoriskt värdefull bebyggelsemiljö.

## Befolkningsutveckling
| Befolkningsutvecklingen i Tokarp 1950–1965                                                                                | Befolkningsutvecklingen i Tokarp 1950–1965 | Befolkningsutvecklingen i Tokarp 1950–1965 | Befolkningsutvecklingen i Tokarp 1950–1965 | Befolkningsutvecklingen i Tokarp 1950–1965 |
| --- | ------------------------------------------ | ------------------------------------------ | ------------------------------------------ | ------------------------------------------ |
| |                                            |                                            |                                            |                                            |
| År |                                            |                                            | Folkmängd                                  |                                            |
| 1950 | 1950                                       |                                            | 476                                        | ##                                         |
| 1960 | 1960                                       |                                            | 360                                        |                                            |
| 1965 | 1965                                       |                                            | 318                                        |                                            |
| Anm.: 1950 som Tokarp med Stjärnehult. Sammanvuxen med Anderstorp 1970. ## Som tätort/befolkningsagglomeration 1920–1950. |                                            |                                            |                                            |                                            |